# اوستروویه-کولونیا
اوستروویه-کولونیا (به لهستانی:  Ostrowie-Kolonia) یک روستا در لهستان است که در گمینا دانبرووا بیاووستوتسکا واقع شده‌است.